# Růžena Reichstädterová
Růžena Reichstädterová, rozená Vrlová (9. září 1872 Brno – 30. listopadu 1928 Prostějov), byla česká a československá pedagožka, politička a senátorka Národního shromáždění za Československou stranu národně socialistickou.

## Biografie

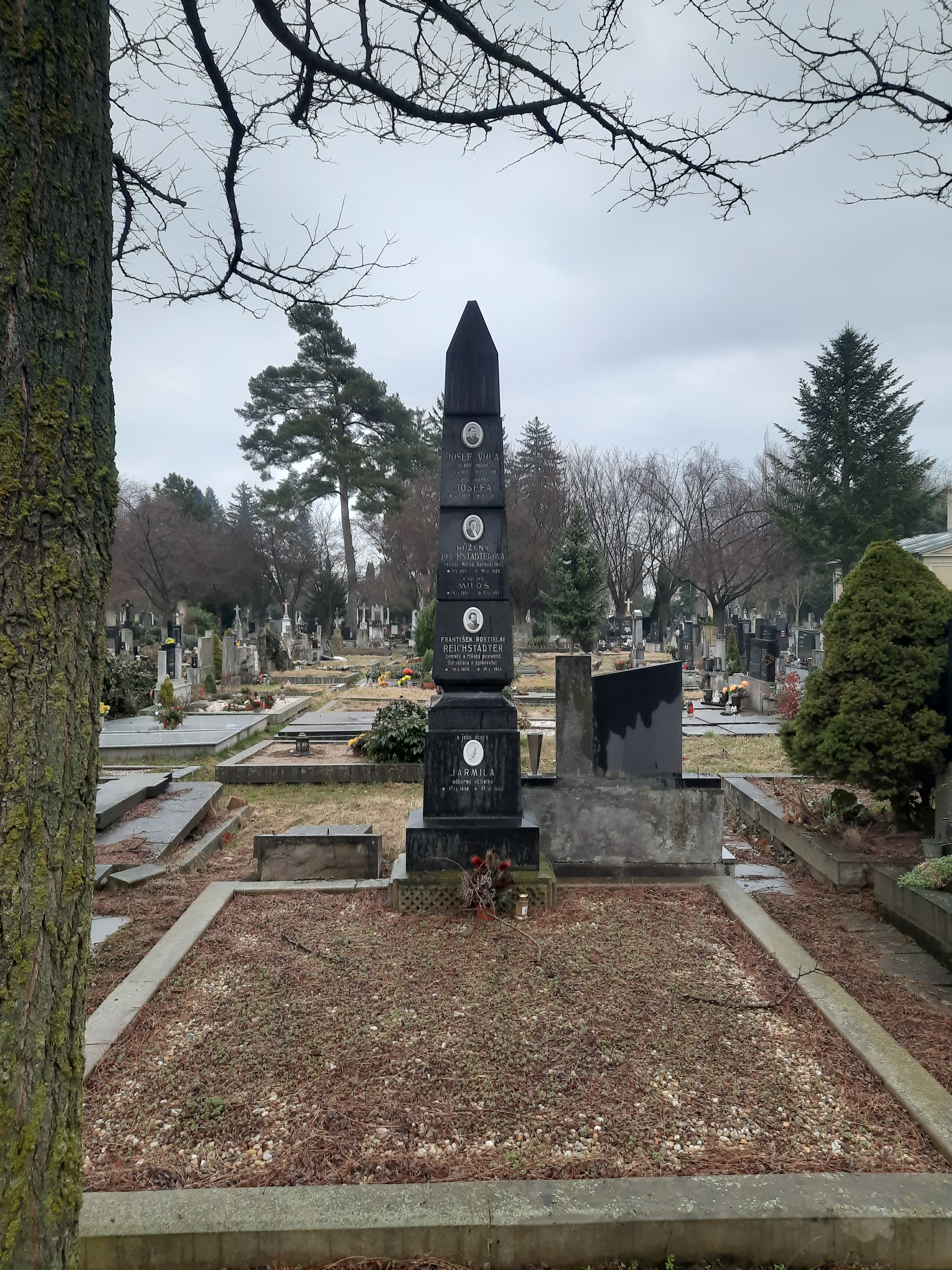
Hrobky rodiny Reichstädterovy a Vrlovy na Městském hřbitově v Prostějově

Absolvovala ústav učitelek v Brně. Působila jako pedagožka (ředitelka první dívčí školy měšťanské v Prostějově) a odbornice na školskou tematiku. Jejích znalostí využívalo i ministerstvo školství. Byla starostkou spolku moravských učitelek, jednatelkou Červeného kříže a od roku 1919 do své smrti členkou obecního zastupitelstva v Prostějově. Jejím manželem byl politik Rostislav František Reichstädter, kterého si vzala v roce 1895.
V parlamentních volbách v roce 1925 získala senátorské křeslo v Národním shromáždění. V senátu zasedala do své smrti roku 1928. Pak ji nahradil Rudolf Havránek. Profesí byla odbornou učitelkou v Prostějově.
Zemřela roku 1928 a byla pohřbena do rodinné hrobky na Městském hřbitově v Prostějově.